# Associazione Calcio Genova 1893 1943-1944
Questa pagina raccoglie i dati riguardanti l'Associazione Calcio Genova 1893 nelle competizioni ufficiali della stagione 1944.

## Divise
La maglia per le partite casalinghe presentava i colori attuali.

## Organigramma societario
Area direttiva
- Presidente: Aldo Mairano

Area tecnica
- Allenatore: Guido Ara

## Rosa
| N. |                   | Ruolo | Calciatore         |
| -- | ----------------- | ----- | ------------------ |
|    | Italia (bandiera) | P     | Valerio Bacigalupo |
|    | Italia (bandiera) | D     | Vittorio Sardelli  |
|    | Italia (bandiera) | D     | Luigi Spadoni      |
|    | Italia (bandiera) | C     | Primo Andrighetto  |
|    | Italia (bandiera) | C     | Ugo Conti          |
|    | Italia (bandiera) | C     | Adriano Gè         |
|    | Italia (bandiera) | C     | Mario Genta        |
|    | Italia (bandiera) | C     | Mario Ghiglione    |

| N. |                   | Ruolo | Calciatore        |
| -- | ----------------- | ----- | ----------------- |
|    | Italia (bandiera) | C     | Danilo Michelini  |
|    | Italia (bandiera) | C     | Giorgio Michelini |
|    | Italia (bandiera) | C     | Gipo Poggi        |
|    | Italia (bandiera) | C     | Luigi Sotgiu      |
|    | Italia (bandiera) | C     | Andrea Verrina    |
|    | Italia (bandiera) | A     | Sergio Bertoni    |
|    | Italia (bandiera) | A     | Vittorio Mancioli |

## Calciomercato
| Acquisti | Acquisti | Acquisti | Acquisti |
| R.       | Nome     | da       | Modalità |
| -------- | -------- | -------- | -------- |

| Cessioni | Cessioni        | Cessioni | Cessioni      |
| R.       | Nome            | a        | Modalità      |
| -------- | --------------- | -------- | ------------- |
| A        | Tomás Garibaldi |          | fine carriera |